# Walter Meckauer
Walter Moritz Meckauer (geboren 13. April 1889 in Breslau; gestorben  6. Februar 1966 in München) war ein deutsch-jüdischer Schriftsteller.

## Leben
Walter Meckauer wurde 1889 als Sohn des jüdischen Kaufmanns Ludwig Meckauer und dessen Ehefrau Linna geborene Hamburger geboren. Seine Mutter wurde 1944 im Ghetto Theresienstadt ermordet. Er absolvierte eine Banklehre und arbeitete 1910 für ein Jahr bei der Deutschen Überseebank in Peking. Er studierte Philosophie und wurde 1916 in Breslau bei Eugen Kühnemann und Matthias Baumgartner promoviert. Von 1918 bis 1922 war er Leiter der schlesischen Ullstein-Redaktion, danach Dramaturg an mehreren deutschen Bühnen. Er schrieb zahlreiche Romane und Theaterstücke. 
Als Jude verfolgt, emigrierte Meckauer 1933 über die Schweiz nach Positano, Italien, von dort vertrieben 1939 nach Frankreich. 1942 floh er  wieder in die Schweiz und wanderte 1947 in die USA aus. 1952 kehrte Meckauer in die Bundesrepublik zurück. Er verstand sich zeitlebens als „bewusster Schlesier“.
Meckauer lebte bis zu seinem Tode als freier Schriftsteller in München.

## Familie
Walter Meckauer war mit der Schriftstellerin Lotte Meckauer (1894–1971) verheiratet, ihre Tochter Brigitte (1925–2014) mit dem Buchenwaldüberlebenden Rolf Kralovitz (1925–2015). Die gemeinsame Familiengrabstätte befindet sich auf dem Münchner Nordfriedhof.

## Ehrungen
1955 erhielt er das Bundesverdienstkreuz 1. Klasse wegen seiner Verdienste um die deutsche Literatur.
In Oldenburg, Köln sowie in Nürnberg ist die Walter-Meckauer-Straße, im Münchner Stadtteil Daglfing und im Stadtteil Thiede von Salzgitter der Walter-Meckauer-Weg nach ihm benannt.

## Werke (Auswahl)

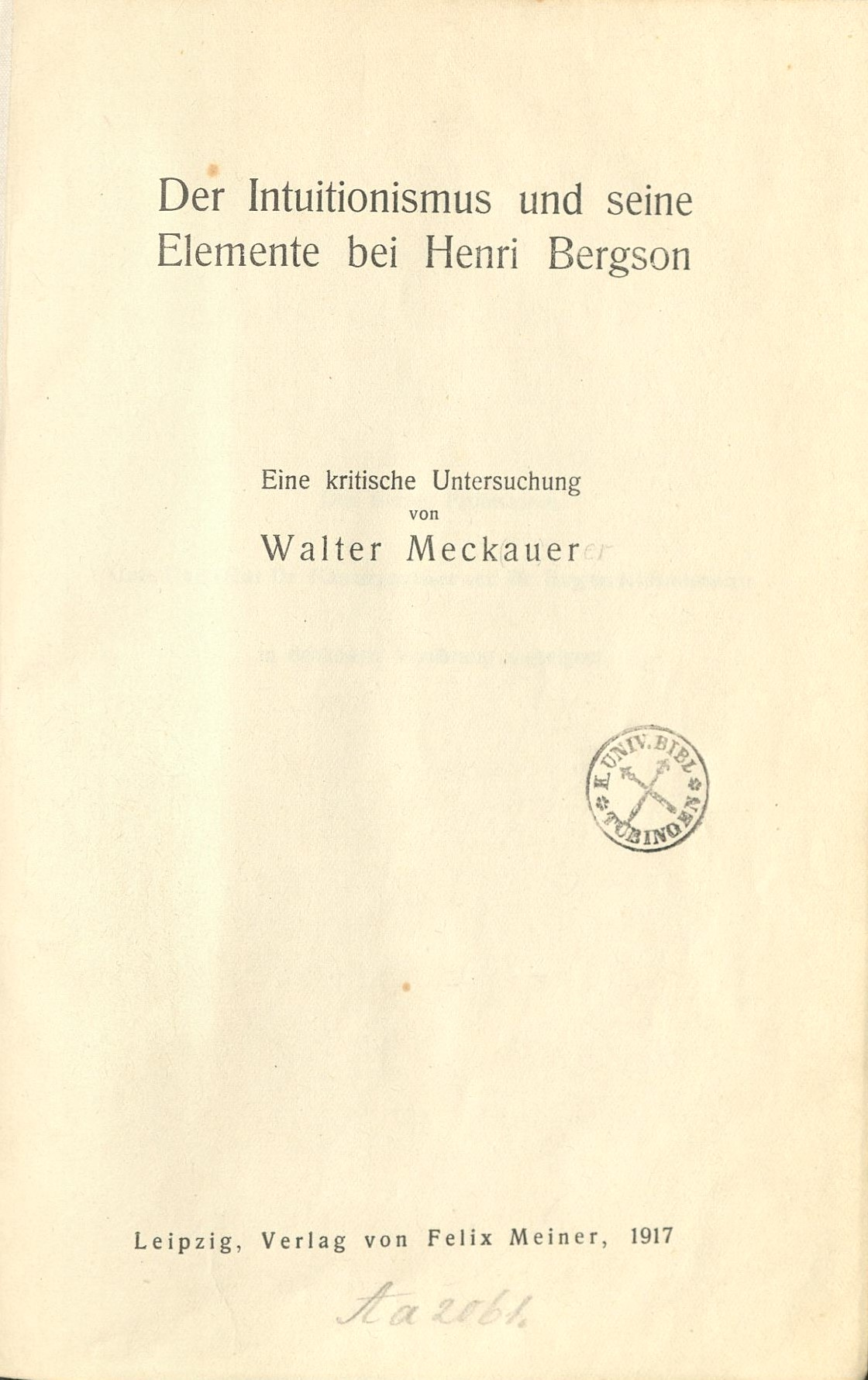
Dissertation (1917)

- Der Intuitionismus und seine Elemente bei Henri Bergson. Eine kritische Untersuchung. 1917
- Herr Eßwein und der Rauch vor dem Walde – Ein tragikomisches Bilderbuch. Schlesische Buchdruck- + Verlagsgesellschaft, Breslau 1921.
- Die Bücher des Kaisers Wutai. Preisgekr. Roman aus dem Preisausschreiben "Jugendpreis deutscher Erzähler 1927". Geleitwort von Oskar Loerke, Deutsche Buchgemeinschaft, Berlin 1928.
- Die Sterne fallen herab. Stiasny, Wien u. a. 1949. (China-Roman).
- Venus im Labyrinth. Hundt, Hattingen (Ruhr) 1953. (Autobiographischer Roman).
- Mein Vater Oswald. Erzählung,  mit einem Nachwort von Gerhart Pohl, Reclam, Stuttgart 1954.
- Viel Wasser floss den Strom hinab. Bergstadt Verlag, München 1957. (Oder-Roman).
- Gassen in fremden Städten – Roman aus meinem Leben. Bergstadt Verlag, München 1959.
- Der Baum mit den goldenen Früchten. Bergstadtverlag Korn, München 1964.